# Биевецкий сельский совет (Лубенский район)
Биевецкий сельский совет (укр. Бієвецька сільська рада) — входит в состав
Лубенского района
Полтавской области
Украины.
Административный центр сельского совета находится в 
с. Биевцы.

## Населённые пункты совета
- с. Биевцы
- с. Горобии
- с. Енковцы